# Ghiacciaio Goodwin
Il ghiacciaio Goodwin (in inglese Goodwin Glacier) (65°06′S 62°57′W) è un ghiacciaio situato sulla costa di Danco, nella parte occidentale della Terra di Graham, in Antartide. Il ghiacciaio, il cui punto più alto si trova 487 m s.l.m., fluisce verso ovest fino nella baia Flandres, poco a sud di punta Pelletan.

## Storia
Il ghiacciaio Goodwin è stato mappato per la prima volta durante la spedizione belga in Antartide del 1897-99 comandata da Adrien de Gerlache ed è stato così battezzato nel 1960 dal Comitato britannico per i toponimi antartici in onore di Hannibal Goodwin, il pastore americano che nel 1887 inventò la prima pellicola fotografica flessibile in nitrocellulosa trasparente.